# Nikola Gatarić
Nikola Gatarić (Zagabria, 9 marzo 1992) è un calciatore croato, attaccante del Kustošija.

## Carriera

### Club
Il 15 febbraio 2019 viene acquistato a titolo definitivo dalla squadra slovacca del Nitra.